# NGC 6560
NGC 6560 est une galaxie spirale située dans la constellation d'Hercule. Sa vitesse par rapport au fond diffus cosmologique est de 6 951 ± 7 km/s, ce qui correspond à une distance de Hubble de 102,5 ± 7,2 Mpc (∼334 millions d'al). NGC 6560 a été découverte par l'astronome américain Lewis Swift en 1886.
NGC 6560 présente une large raie HI.
À ce jour, deux mesures non basées sur le décalage vers le rouge (redshift) donnent une distance de 89,250 ± 29,345 Mpc (∼291 millions d'al), ce qui est à l'intérieur des valeurs de la distance de Hubble. Notons cependant que c'est avec la valeur moyenne des mesures indépendantes, lorsqu'elles existent, que la base de données NASA/IPAC calcule le diamètre d'une galaxie et qu'en conséquence le diamètre de NGC 6560 pourrait être d'environ 36,7 kpc (∼120 000 al) si on utilisait la distance de Hubble pour le calculer..

## Classification de NGC 6560
On ne s'entend pas sur la classification de cette galaxie. Pour le professeur Seligman et Wolfgang Steinicke, il s'agit d'une galaxie spirale barrée (SBbc). Pour la base de données HyperLeda, c'est une galaxie spirale intermédiaire (SABa) et pour la base de données NASA/IPAC, c'est une galaxie spirale ordinaire (S pec?). On ne voit même pas le début d'une barre sur l'image obtenue des données du relevé SDSS, aussi la classification de spirale ordinaire semble mieux décrire cette galaxie.